# Денілсон де Олівейра
Це стаття про футболіста 1977 року народження. Про гравця 1988 року народження див. Денілсон Перейра Невес
Денілсон де Олівейра Араужо (порт. Denílson de Oliveira Araújo; нар. 24 серпня 1977, Діадема) — бразильський футболіст, що грав на позиції півзахисника.
Виступав, зокрема, за «Сан-Паулу» та «Реал Бетіс», з якими виграв ряд футбольних трофеїв, а також національну збірну Бразилії, у складі якої став чемпіоном світу, володарем Кубка Конфедерацій та Кубка Америки.

## Клубна кар'єра
Народився 24 серпня 1977 року в місті Діадема. Вихованець футбольної школи клубу «Сан-Паулу». Дорослу футбольну кар'єру розпочав 1994 року в основній команді того ж клубу, в якій провів чотири сезони, взявши участь у 96 матчах чемпіонату та вигравши Лігу Пауліста та Кубок КОНМЕБОЛ. Більшість часу, проведеного у складі «Сан-Паулу», був основним гравцем команди.
З 1998 року Денілсон довгий час (з невеликою перервою на оренду у «Фламенго») виступав за іспанський «Реал Бетіс», у складі якого став справжнім лідером, вигравши 2005 року Кубок Іспанії. По завершенні того сезону бразильський легіонер перебрався до французького «Бордо», де провів один сезон, після чого недовго виступав за саудівський «Аль-Наср» (Ер-Ріяд), американський «Даллас», бразильські «Палмейрас» та «Ітумбіара» і в'єтнамський «Хайфонг», проте в ждодній з команд стати основним гравцем так і не зміг.
Завершив професійну ігрову кар'єру у грецькому клубі «Кавала», в якій перебував з січня по квітень 2010 року, проте так жодного матчу і не зіграв.

## Виступи за збірну
13 жовтня 1996 року Денілсон дебютував у дорослій збірній Бразилії в матчі проти Камеруну, бразильці виграли той матч 2:0. А вже наступного року у складі збірної Денілсон став переможцем розіграшу Кубка конфедерацій 1997 року у Саудівській Аравії та розіграшу Кубка Америки 1997 року у Болівії, причому на обох турнірах футболіст відзначався забитими голами.
Наступного року збірна разом з Денілсоном спочатку здобула бронзові нагороди розіграшу Золотого кубка КОНКАКАФ 1998 року у США, а потім і стала фіналістом чемпіонату світу 1998 року у Франції, де програла господарям турніру 0:3.
Після поразки у фіналі новим тренером збірної став Вандерлей Лушембурго, який перестав стабільно залучати Денілсона до ігор збірної і за наступні два роки півзахисник зіграв лише у 5 матчах. Лише після звільнення Вандерлея Денілсон знову став одним з основних гравців збірної, взявши участь у розіграшу Кубка Америки 2001 року у Колумбії, де забив два голи, а вже наступного року, зігравши у п'яти матчах, допоміг команді виграти п'ятий чемпіонату світу 2002 року в Японії і Південній Кореї.
Після перемоги на турнірі Сколарі покинув тренерський місток, а зайнявший його місце Карлос Алберто Паррейра знову відмовився від послуг Денілсона. 12 лютого 2003 року Денілсон провів свій останній матч за збірну Бразилії — проти Китаю, гра завершилася внічию 0:0.
Всього протягом кар'єри у національній команді, яка тривала 8 років, провів у формі головної команди країни 61 матч, забивши 9 голів.

## Титули і досягнення

### Клубна
- Переможець Ліги Пауліста (2):

«Сан-Паулу»: 1998
«Палмейрас»: 2008
- Володар Кубка Іспанії (1):

«Реал Бетіс»: 2004-05
- Володар Кубка КОНМЕБОЛ (1):

«Сан-Паулу»: 1994

### Збірна
- Чемпіон світу (1):

Бразилія: 2002
- Віце-чемпіон світу (1):

Бразилія: 1998
- Володар Кубка Конфедерацій (1):

Бразилія: 1997
- Володар Кубка Америки (1):

Бразилія: 1997
- Бронзовий призер Золотого кубка КОНКАКАФ (1):

Бразилія: 1998

### Індивідуальні
- Найкращий гравець Кубка Конфедерацій: 1997
- Рекордний трансфер у світовому футболі: 1998 (23 млн євро)